# John Karelse

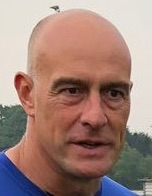
John Karelse, juni 2018

John Karelse (Wemeldinge, 17 mei 1970) is een Nederlands voormalig voetbaldoelman en huidig voetbaltrainer.
Karelse maakt op 16-jarige zijn debuut in het eerste elftal van NAC in de met 1-0 gewonnen wedstrijd tegen DS'79 op 7 maart 1987. In totaal zou hij dertien seizoenen voor de club spelen. De 441 officiële wedstrijden die hij in die jaren zou spelen voor de Bredase club, vormen een clubrecord. Zijn laatste wedstrijd voor de club speelde hij op 10 augustus 1999 tegen Kloetinge (voor de KNVB beker. Deze wedstrijd werd in de 26e minuut gestaakt, nadat een speler van de tegenstander onwel was geworden. Toen de wedstrijd op de laatste dag van die maand werd hervat was Karelse al vertrokken bij de club, maar omdat de opstelling van de eerste 26 minuten ook in de statistieken was opgenomen, wordt die datum genoemd als zijn afscheid voor de club.
Op 12 augustus 1999, toen de voorbereiding voor het nieuwe seizoen al was begonnen, tekende Karelse een lucratief vierjarig contract bij het Engelse Newcastle United, dat speelt in de Premiership. NAC ontving 2,7 miljoen gulden (1,22 miljoen euro) voor de doelman. Dat geld kon goed gebruikt worden, omdat de ploeg was gedegradeerd naar de eerste divisie en de nodige schulden had opgebouwd. Karelse speelde vier jaar voor deze club, maar kwam alleen in zijn eerste seizoen driemaal in actie in de competitie. Na het vertrek van Ruud Gullit als trainer bij Newcastle raakte Karelse uit beeld en mocht hij na enige tijd zelfs geen plaats meer nemen op de bank.
Na het mislukte avontuur in Engeland ging de doelman terug naar Nederland. Hij ging in het seizoen 2003/2004 spelen voor AGOVV Apeldoorn. Die club speelde dat jaar voor het eerst profvoetbal en wilde middels Karelse de nodige ervaring binnenhalen. Dat seizoen verliep vrij goed voor de ploeg: een tiende plaats in de eerste divisie werd behaald. Na dat seizoen stopte Karelse definitief met het spelen van profvoetbal.
Sinds het vertrek van trainer Ton Lokhoff en assistent Nico van Zoghel begin 2006 werd hij bij NAC tijdelijk de assistent-trainer van de nieuwe hoofdcoach Cees Lok. Nadat Lok nog geen vier maanden later werd ontslagen werd Karelse hoofdcoach ad interim gedurende de laatste fase van de play-offs. In het seizoen 2010/11 was hij samen met Gert Aandewiel opnieuw interim-trainer na het vertrek van Robert Maaskant. Hij nam zijn hoogste trainersdiploma in ontvangst op 17 februari 2010. Sinds het begin van het seizoen 2011/12 was Karelse alleen hoofdtrainer en werd hij geassisteerd door Aandewiel.
Op 23 oktober 2012 werd bekend dat Karelse ontslagen is door NAC.

## Loopbaan als speler
| seizoen | club             | duels | goals | competitie     | klassering | bijzonderheden                                          |
| ------- | ---------------- | ----- | ----- | -------------- | ---------- | ------------------------------------------------------- |
| 1986/87 | NAC Breda        | 8     | 0     | eerste divisie | 8e         |                                                         |
| 1987/88 | NAC Breda        | 13    | 0     | eerste divisie | 17e        |                                                         |
| 1988/89 | NAC Breda        | 36    | 0     | eerste divisie | 7e         |                                                         |
| 1989/90 | NAC Breda        | 34    | 0     | eerste divisie | 2e         | nacompetitie gespeeld, geen promotie                    |
| 1990/91 | NAC Breda        | 38    | 0     | eerste divisie | 2e         | nacompetitie gespeeld, geen promotie                    |
| 1991/92 | NAC Breda        | 37    | 0     | eerste divisie | 4e         | nacompetitie gespeeld, geen promotie                    |
| 1992/93 | NAC Breda        | 33    | 0     | eerste divisie | 3e         | promotie na winnen nacompetitie                         |
| 1993/94 | NAC Breda        | 34    | 0     | eredivisie     | 7e         | halve finale KNVB beker verloren van Feyenoord (3-0)    |
| 1994/95 | NAC Breda        | 32    | 0     | eredivisie     | 10e        | kwartfinale KNVB beker verloren van SC Heerenveen (3-2) |
| 1995/96 | NAC Breda        | 29    | 0     | eredivisie     | 8e         |                                                         |
| 1996/97 | NAC Breda        | 27    | 0     | eredivisie     | 9e         |                                                         |
| 1997/98 | NAC Breda        | 33    | 0     | eredivisie     | 12e        | kwartfinale KNVB beker verloren van Ajax (2-1)          |
| 1998/99 | NAC Breda        | 28    | 0     | eredivisie     | 18e        | directe degradatie naar eerste divisie                  |
| 1999/00 | NAC Breda        | 0     | 0     | eerste divisie | --         | nog voor start competitie vertrokken                    |
| 1999/00 | Newcastle United | 3     | 0     | Premiership    | 11e        | halve finale FA Cup behaald                             |
| 2000/01 | Newcastle United | 0     | 0     | Premiership    | 11e        |                                                         |
| 2001/02 | Newcastle United | 0     | 0     | Premiership    | 3e         | gekwalificeerd voor Champions League                    |
| 2002/03 | Newcastle United | 0     | 0     | Premiership    | 3e         | gekwalificeerd voor Champions League                    |
| 2003/04 | AGOVV Apeldoorn  | 36    | 0     | eerste divisie | 10e        |                                                         |
| Totaal  | Totaal           | 410   | 0     |                |            | betreft enkel competitiewedstrijden                     |